# 橘三喜
橘 三喜（たちばな みつよし、寛永12年（1635年） - 元禄16年3月7日（1703年4月22日））は、江戸時代前期の神道家である。為証庵と号した。延宝3年（1675年）から23年かけて全国の一宮を参拝し、その記録を『諸国一宮巡詣記』全13巻として著している。また、橘神道を唱道した。

## 経歴
寛永12年（1635年）肥前国平戸 （現在の長崎県平戸市）に平戸七郎宮（現亀岡神社に合祀）の祠官大鳥居刑部の子として生まれた。名を美津与志と言う。13歳で第4代平戸藩主松浦鎮信に認められ、神道を学ぶよう命じられた。駿河国府中浅間神社の神主（現在の静岡浅間神社を構成する神部神社（総社）の神主）志貴昌興の門人となり、また吉川惟足や吉田家に学んだと言われる。正保4年（1647年）には、藩主松浦鎮信の命により平戸神楽を創っている。
延宝3年（1675年）4月に江戸浅草の平戸藩藩邸を出発した橘三喜は、元禄10年（1697年）9月15日に浅草に帰り着くまでの足掛け23年間に全国の一宮を参拝し、その記録を『諸国一宮巡詣記』全13巻として著した。『神道史大辞典』では、『諸国一宮巡詣記』について「当時の社頭景観を伝えて珍重。」と評している。巡詣の間、佐渡国一宮度津神社の祭神決定に影響を与え、壱岐島一宮天手長男神社の比定を行うなど、各地において足跡を残しているが、これら橘三喜が行ったことに関して、例えば壱岐島の場合など強引な付会が殆どで、同島の式内社の比定には寧ろ更なる混乱を齎した点が指摘されるなど、現在では異論や疑問が出されている。『神道の思想 第3巻 神社研究編』に所収された「橘三喜が諸国一宮へ奉納したる中臣祓」では、阿波国一宮大麻比古神社に橘三喜が奉納した元禄10年（1697年）4月22日付けの中臣祓が現存しており、その内容から彼が中臣祓を尊信せる事の並々でなかったことが知れる、と述べている。また同書では、橘三喜の墓碑銘中に「詣日本六十八洲一宮奉納神経」とあることから、彼は参詣した諸国一宮へ、その時々に応じた奥書を加え、木版刷の中臣祓を奉納したのではないか、と推察している。
後年、浅草の藩邸において神道の講釈をし、『諸国一の宮』によれば門人数千人を養っていたとされる。また、宗源神道五十六伝と称して一派を立て、これが後に橘神道と言われた。さらに、門人であった氷川女体神社神主の武笠豊雄と共に弓矢神道を広めた。元禄16年（1703年）3月7日に69歳で没する。死後は武蔵国足立郡三室郷向山（現在の埼玉県さいたま市）にある神主武笠家の墓地へ葬られ、また吉田家から一樹霊神の神号を贈られている。

## 著書
- 『諸国一宮巡詣記』（佐伯有義 編 『神祇全書 第2輯』 皇典講究所 1907年2月 に所収）
- 『中臣祓集説』
- 『神道四品縁起』
- 『神道あつめ草』